# 国立工艺学院
国立工艺学院（法語：Conservatoire national des arts et métiers）是隶属于法國教育部的一所高等教育研究机构。学校由Henri Grégoire在共和国历第三年葡月19日建立，和巴黎综合理工学院以及巴黎高等师范学院为法国大革命建立的三所高等科学机构。学院下属有工艺美术博物馆。

## 海外分部
- 德国达姆施塔特
- 中国东莞： 东莞理工学院法国国立工艺学院联合学院
- 海地（海地国立大学）
- 黎巴嫩：自1971开设分部后在黎巴嫩共有7个校区
- 马达加斯加
- 摩洛哥

## 外部連結
- Official website （页面存档备份，存于） (in French)
- Official website （页面存档备份，存于） (in English)
- Official website CNAM lebanon （页面存档备份，存于） (in French)

48°52′1″N 2°21′16″E / 48.86694°N 2.35444°E